# Speedway (film)
Speedway är en amerikansk komedifilm från 1968 med Elvis Presley och Nancy Sinatra.

## Innehåll
Denna film filmades under sommaren 1967 men släpptes inte förrän 1968. Elvis Presley spelar en racing-förare som blir jagad av en skattjänsteman. Denna film räknas som Elvis Presleys sista stora.

## Skådespelare
- Elvis Presley - Steve Grayson
- Nancy Sinatra - Susan Jacks
- Bill Bixby - Kenny Donford
- Gale Gordon - R.W. Hepworth
- William Schallert - Abel Esterlake
- Victoria Paige Meyerink - Ellie Esterlake
- Carl Ballantine - Birdie Kebner